# Live at Reading '83
Live at Reading '83 è un album live dei Man, pubblicato dalla Raw Fruit Records nel marzo del 1993. Il disco fu registrato dal vivo il 26 agosto 1983 a Reading, Inghilterra.

## Tracce
1. Spunk Rock – 7:34 (Martin Ace, Micky Jones, Deke Leonard, Terry Williams)
2. C'mon – 7:15 (Clive John, Micky Jones, Phil Ryan, Terry Williams)
3. Talk About a Morning – 7:58 (Buzzy Linhart)
4. The Ride and the View – 4:52 (Deke Leonard)
5. Asylum – 5:43 (Micky Jones)
6. Romain – 6:02 (Martin Ace, Clive John, Micky Jones, Terry Williams)
7. Bananas – 7:43 (Clive John, Micky Jones, Phil Ryan, Terry Williams)

## Musicisti
- Micky Jones  - chitarra
- Deke Leonard  - voce
- Martin Ace  - basso
- John Weathers  - batteria